# ベイビー・トーク
『ベイビー・トーク』（Look Who's Talking）は、1989年公開のコメディ映画作品。エイミー・ヘッカーリング監督。

## 概要
赤ちゃんの視点で右往左往する大人のおかしさを描写するシリーズ作品の第1作。主人公・マイキーの声をブルース・ウィリスが当てている他、『サタデー・ナイト・フィーバー』に続くヒット作に恵まれず低迷していたジョン・トラボルタが本作への出演を契機に再起し、後に『パルプ・フィクション』で再び大ブレイクするに至ったことでも知られる。
好評を受けて1990年に主人公・マイキーの妹が生まれる続編『リトル★ダイナマイツ/ベイビー・トークTOO』（Look Who's Talking Too）、1993年にマイキー一家の飼い犬の視点で描かれる『ワンダフル・ファミリー/ベイビー・トーク(3)』（''Look Who's Talking Now）が作られた。

## キャスト
| 役名         | 俳優                                  | 日本語吹替 | 日本語吹替   | 日本語吹替 |
| 役名         | 俳優                                  | ソフト版   | 日本テレビ版 |            |
| ------------ | ------------------------------------- | ---------- | ------------ | ---------- |
| モリー       | カースティ・アレイ                    | 吉田理保子 | 高島雅羅     |            |
| ジェームズ   | ジョン・トラボルタ                    | 井上和彦   | 山寺宏一     |            |
| アルバート   | ジョージ・シーガル                    | 納谷六朗   | 小林修       |            |
| ロージー     | オリンピア・デュカキス                | 京田尚子   | 此島愛子     |            |
| おじいちゃん | エイブ・ヴィゴダ                      | 加藤精三   | 八奈見乗児   |            |
| マイキーの声 | ブルース・ウィリス                    | 所ジョージ | 福澤朗       |            |
| ジュリーの声 | ジョーン・リバーズ （クレジットなし） | 片岡富枝   |              |            |

- ソフト版：初出1990年10月5日発売VHS

その他声の出演：滝沢久美子、水島鉄夫、弘中くみ子、鵜飼るみ子、城山堅、笹岡繁蔵、深見梨加、鈴木れい子、塚田正昭、小野健一、高宮俊介、小形満、渡辺美佐
演出：小山悟、翻訳：木原たけし、調整：西村善雄、効果：リレーション、制作：東北新社
- 日本テレビ版：初回放送1992年10月30日『金曜ロードショー』

## ストーリー
ニューヨークで会計士として働いていたモリーは得意先の社長・アルバートに迫られて体を許してしまうが、この時にモリーの卵子がアルバートの精子と結合し、細胞分裂が始まる。この映画では、精子の状態、胎児の状態、乳幼児期まで、大人と同じように思考する子供の心の声が観客にのみ聞こえる。
モリーは不倫の結果の妊娠を周囲には打ち明けられず「人工授精で妊娠した」と偽っていた。父親のアルバートも最初は妊娠を喜んで、妻と別れると言っていたが、別の愛人といちゃついているところをモリーに目撃される。「持病の身勝手病の発作だ」と開き直るアルバートに愛想をつかしたところで陣痛が始まってしまう。
そこへ通りかかったタクシー・ドライバーのジェームズは、ダウンタウンの交通渋滞の中を猛スピードで走り、病院へ送る。ジェームズは医師に父親と間違えられ、出産にまで立ち会う騒動の末、無事、男児・マイキーが誕生する。
モリーは「今度は顔で惚れるような馬鹿な真似はしない。最高のパパをあなたに作ってあげる」とマイキーに誓う。退院後、タクシーに忘れていたバッグをジェームズが自宅まで届け、ベビーシッターをする代わりに、祖父を老人ホームに入所させるためにモリーの住所を貸してほしいと頼む。
モリーはジェームズに子守を任せ、新しい父親を見つけようとデートを重ねるが、どの相手もうまくいかない。その間に、ジェームズとマイキーは絆を深めていく。公園で友達の「パパはママといつも一緒にいる人」という心の声を聞いたマイキーは、「ならジェームズがパパだ」と思うようになる。
次第にモリーもジェームズに惹かれていくが、彼がマイキーの父親になるには未熟すぎると考えていた。更にアルバートがモリーに再び接触してきたことで、ジェームズとも険悪な状態になる。ベビーシッターも辞めることになり、最後の別れをマイキーに話すが、その想いはモリーにもベビーモニター越しに聞かれていた。
モリーは再びアルバートと会うが、あまりにも身勝手なアルバートを完全に見限る。その日の夕方、祖父の老人ホームに呼ばれたモリーは、祖父が起こしたトラブルを仲裁する。遅れて駆けつけたジェームズは感謝し、二人は矛を収める。
その騒動の中、ホームから外へ出てしまったマイキーは、レッカー移動される車に乗ってしまう。道路の真ん中で外へ出たマイキーは、なんとかジェームズに助けられる。ジェームズとモリーが見つめ合う中、マイキーは「ダダ」と本当の声を出す。マイキーがジェームズを父親だと思っていると知った二人は、キスを交わす。
それから9ヶ月後、モリーは妹のジュリーを出産する。ジュリーはマイキーに「今日はもうヘトヘトなの。じっくり話してあげる」と心の声で話す。